# Скотт, Сирил Меир
Сирил Меир Скотт (англ. Cyril Meir Scott; 27 сентября 1879 — 31 декабря 1970) — британский композитор, музыкант, писатель

, поэт и теософ.

## Биография
Сирил Скотт был самым младшим из трёх детей Генри и Мэри Скотт (урождённой Гриффитс). Его музыкальная одарённость проявилась рано, и с 1891 по 1898 год (с перерывом в 1893—1895) он прошёл обучение в консерватории Хоха во Франкфурте, Германия. В конце 1890-х входил во Франкфуртскую группу студентов, обучавшихся композиции у Ивана Кнорра. Его первая симфония была исполнена в 1900 году в Дармштадте, благодаря содействию немецкого поэта-символиста Стефана Георге. В 1903 году Скотт сыграл в Сент-Джеймс-холле свой фортепианный квартет с Фрицем Крейслером, Эмилем Кройцем и Людвигом Лебеллом.

### Музыка
В числе сочинений Скотта 3 оперы, 3 балета, 3 симфонии, 4 увертюры, 4 сюиты, около 100 песен на слова английских поэтов и др.
Согласно МЭС, «с творчеством Скотта связано развитие импрессионизма в английской музыке. Для его сочинений характерны экзотические образы, восточные мотивы, красочность гармонии, в некоторых произведениях — отказ от размера и тактовых черт».
Профессор Годвин отметил, что уже первая фортепианная соната Скотта (1909), которую по мастерству можно сравнить, например, с музыкой Альбана Берга, опровергает установившееся мнение о нём, как о второстепенном импрессионисте и фольклористе. Профессор Массимо Интровинье назвал его «знаменитым композитором и теософом».

### Книги
Скотт опубликовал сорок книг, из которых только четыре посвящены музыке, а также несколько сотен статей, относящихся к не менее, чем шести совершенно различным областям, включая гомеопатию, оккультную философию, поэзию, теологию, этику и музыку.

### Оккультизм
После воспитания в духе англиканства и затем нескольких лет агностицизма, каковой Скотт рассматривал позднее как разновидность тщеславия, он увлёкся ведантизмом, теософией, христианской наукой, спиритуализмом, индуизмом и, в конечном счёте, оккультизмом. Его сочинения изобилуют ссылками на провидцев, посвящённых и йогов, с которыми он встречался. Он полагал, что учение Христа на протяжении веков было «изуродовано» тем, что он называл «церковностью». То, что он узнал от Анни Безант, Кут Хуми и других «просвещённых душ», привело его к убеждению, что основная часть человечества пребывает в состоянии «вечного ребячества» со своим эгоизмом, ревностью и тщеславием, как основными мотивирующими силами.
Скотт вступил в Теософское общество 27 ноября 1914 года, послушав в Лондоне выступление Безант, хотя, по словам его биографа Артура Халла, он начал интересоваться теософией уже в 26 лет.

## Сочинения
Оперы
- «The Alchemist» (1918)
- «The Saint of the Mountain» (1925)
- «Maureen O'Mara» (1946)

Балеты
- «The Incompetent Apothecary» (1923)
- «Karma» (1924)
- «Masque of the Red Death» (1930)[K 7]

Сонаты
- Соната № 1, соч. 66 (1909)
- Вторая соната (1935)
- Соната № 3 (1956)

Прочие композиции
- Фортепианный квартет, ми минор, соч. 16 (1901)
- Симфония № 2, ля минор (1903)
- «В стране лотоса» (1905)[K 8]
- «Страна лета» (1907)
- «Русский танец» (1915)[K 9]
- «Маленькая русская сюита» (1916)
- «Индийская сюита» (1922)
- «Русская ярмарка» (танцевальная фантазия на две русские народные мелодии) (1952)

Книги и статьи
- "Music and the Critical Faculty" (1916)
- "The Occult Relationship between Sound and Colour" (1916)
- "The Music of Poetry" (1917)
- The Philosophy of Modernism (In its Connection with Music) (1917)
- "Adult Childishness" (1920)
- The Initiate: Some Impressions of a Great Soul (1-я ч. трилогии, 1920)
- "A Tribute to Theosophy" (1924)
- "Life and Letters—The Origin of Music" (1925)
- The Initiate in the New World (2-я ч. трилогии, 1927)
- "Evil Influence In So-Called Music" (1929)
- The Initiate in the Dark Cycle (3-я ч. трилогии, 1932)
- Music: Its Secret Influence Throughout the Ages (1933)
- An Outline of Modern Occultism (1935)
- Introduction by the Author of The Initiate in the Dark Cycle // Through the Eyes of the Masters: Meditations and Portraits. — 1936.
- Medicine Rational and Irrational (1946)
- The Boy Who Saw True: The Time-Honoured Classic of the Paranormal (1953)

Переводы на английский
- Charles Baudelaire: The Flowers of Evil (Les Fleurs du mal) (1909)[1]
- Stefan George: Selection from his Works (1910)

Русские издания
- Музыка и её тайное влияние в течение веков = Music: Its Secret Influence Throughout the Ages. — 1991. — ISBN 3-88721-045-X.
- Оккультное воздействие музыки = Music: Its Secret Influence Throughout the Ages / Пер. с англ. Н. А. Шнайдер. — М.: Рипол Классик, 2005. — 288 с. — (В поисках истины). — ISBN 978-5-7905-3495-9.[13]

## Комментарии
1. ↑  «Quartet, op. 16, E minor for piano and strings»[4].
2. ↑  «In the early 20th century Scott established a musical reputation in continental Europe with his Piano Quartet in E Minor (1901) and Second Symphony (1903)»[1]➤.
3. ↑  «В его обширном и разнообразном по жанрам наследии наиболее значительны лирические миниатюры (фортепианные пьесы и песни)»[2].
4. ↑  «215 individual pieces he published for solo piano»[6].
5. ↑  «1,710 works in 4,302 publications in 7 languages and 16,999 library holdings»[8].
6. ↑  Скотт полагал, что махатма Кут Хуми сыграл важную роль в продвижении его музыкальной карьеры, а также вдохновил его на написание книги «Music: Its Secret Influence Throughout the Ages»[9][10][7].
7. ↑  «Based on the eponymous Edgar Allen Poe story»[4].
8. ↑  «Ф. Крейслер сделал транскрипцию для скрипки»[2].
9. ↑  «Ряд произведений свидетельствует об интересе [Скотта] к русской культуре»[2].